# Galatea (Acis)

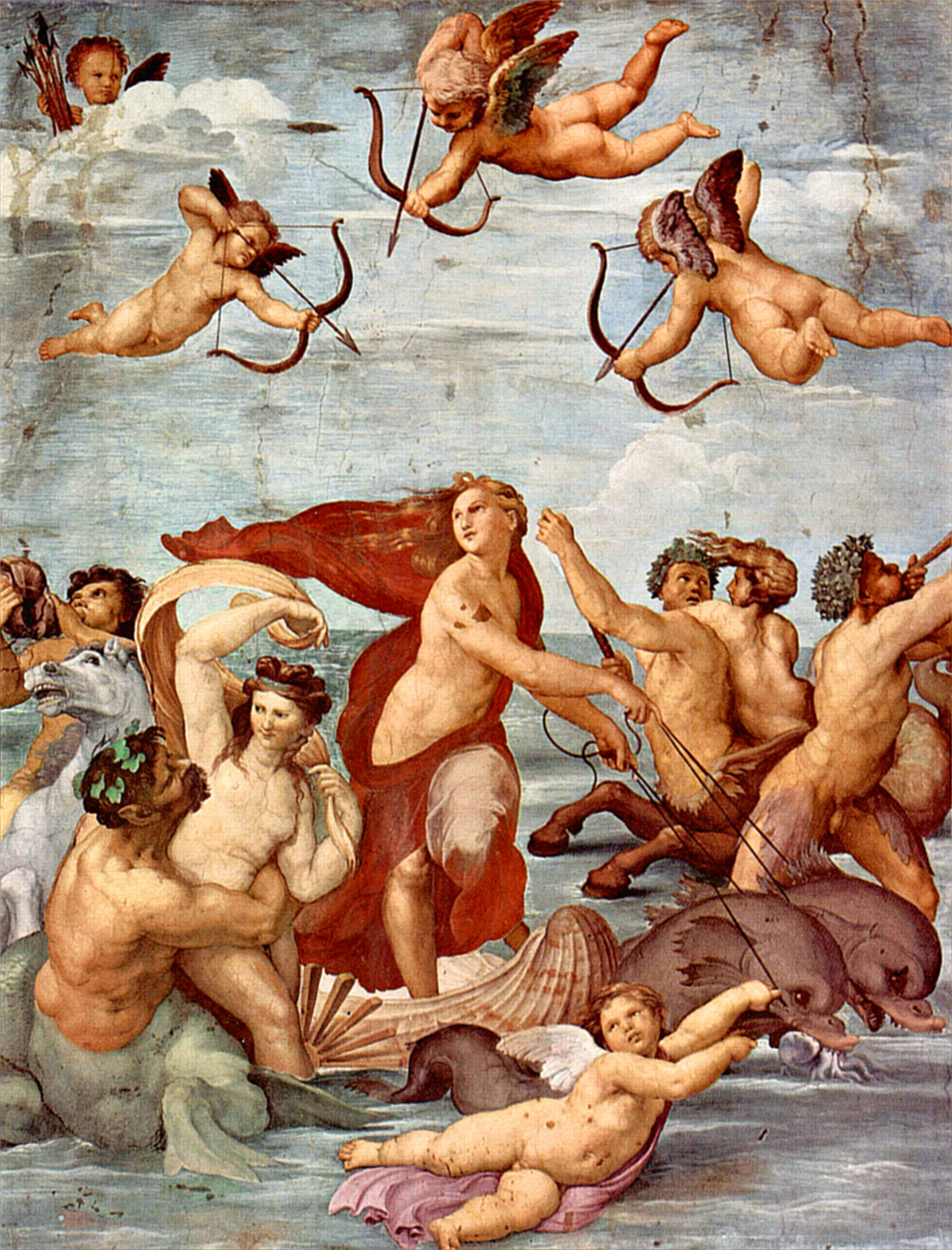
El triomf de Galatea, de Raffaello Sanzio.

A la mitologia grega, Galatea (en grec antic Γαλάτεια Galateia, 'blanca com la llet') és una nereida de Sicília estimada pel ciclop Polifem. Els seus pares eren Nereu i Doris. El poeta grec de Sicília Teòcrit de Siracusa va escriure dos poemes cap a l'any 275 aC sobre l'amor de Polifem a Galatea. Quan ella el va rebutjar a favor d'Acis, un pastor sicilià, Polifem, engelosit, el va matar llançant-li una pedra. Desesperada pel dolor, Galatea va transformar la seva sang en el riu Acis, a Sicília. Segons algunes versions, Galatea va acabar essent mare amb Polifem de Gàlata, Celtos i Il·liri, déus epònims dels gàlates, els celtes i els il·liris, respectivament.

## Galatea a l'art
- El triomf de Galatea, fresc de Rafael (1512) en la vil·la d'Agostini Chigi a Roma (avui coneguda com a vil·la Farnesina).
- Aci, Galatea e Poliferm, òpera de Georg Friedrich Händel (italià)
- Acis and Galathea, òpera de Georg Friedrich Händel (anglès)
- Faula de Poliferm i Galatea, poema de Luís de Góngora y Argote.
- Galatea de les esferes, quadre de Salvador Dalí.